# ATR-72
O ATR-72 é uma aeronave comercial bimotora, pressurizada, de médio porte e propulsão turboélice, com asas altas. Tem capacidade para transportar até 74 passageiros em voos regionais. Foi desenvolvida e fabricada em larga escala na França, a partir da década de 1980, pela ATR - Avions de Transport Régional, que utilizou como base para sua criação o projeto do turboélice de porte médio ATR-42.
O ATR-72 é o resultado de pesquisa e desenvolvimento em conjunto de fabricantes de vários países europeus, principalmente da França e da Itália.

## Características

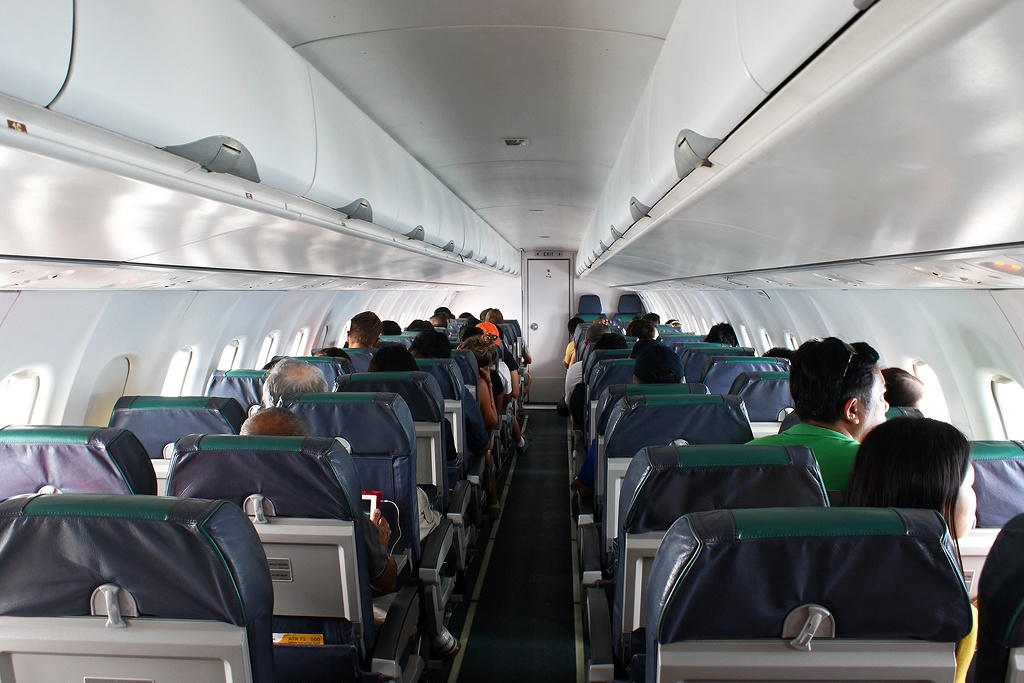
Interior de um ATR-72

Desde sua origem, o projeto do ATR-72 está voltado principalmente para o mercado civil de transporte aéreo regional de passageiros, em rotas domésticas, operando em pequenas e médias localidades, geralmente com infraestrutura menos sofisticadas.
O ATR-72 é utilizado principalmente pelas companhias aéreas regionais. Seu principal concorrente é o Q-400 da De Havilland Canada, cujo projeto foi adquirido junto a Bombardier Aerospace.

## Mercado

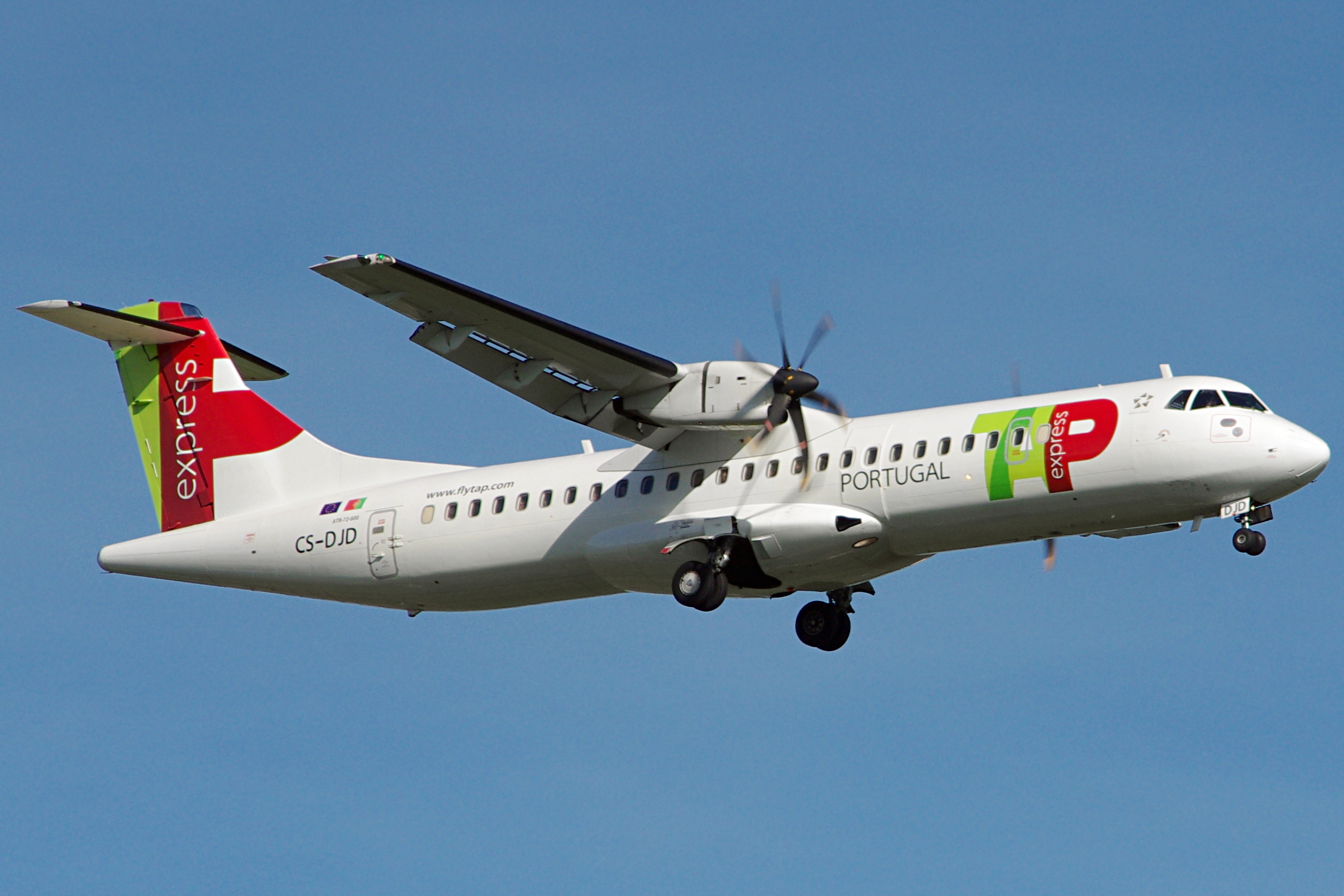
ATR-72-600 da TAP Express.

O ATR-72 foi projetado especialmente para atender pedidos de companhias aéreas regionais por um tipo de equipamento adaptado para operação em pistas de pouso com menos de 1 850 metros de comprimento, com procedimentos de decolagem e aproximação mais complexos. Praticamente todas as aeronaves turboélice modernas têm mais potência estática (tração estática) que aeronaves a jato de mesmo tamanho e peso máximo de decolagem.
Entretanto, do ponto de vista econômico, em rotas de mais de 750 quilômetros, aeronaves com motorização turbofan (como o ERJ-190) são mais vantajosas que as aeronaves turboélice regionais atuais, pela velocidade e produtividade maior.
A Avions de Transport Regional é uma joint-venture entre a Airbus Group e a Alenia, uma subsidiária do conglomerado alemão Dornier.
O ATR-72 tem uma porta de carga na lateral esquerda dianteira da fuselagem que serve para introdução facilitada e rápida de encomendas por pequenos contêineres ou paletes, otimizando as operações. Sua produção começou no início da década de 1980, e desde então mais de mil unidades foram fabricadas e vendidas.

## Operadores brasileiros

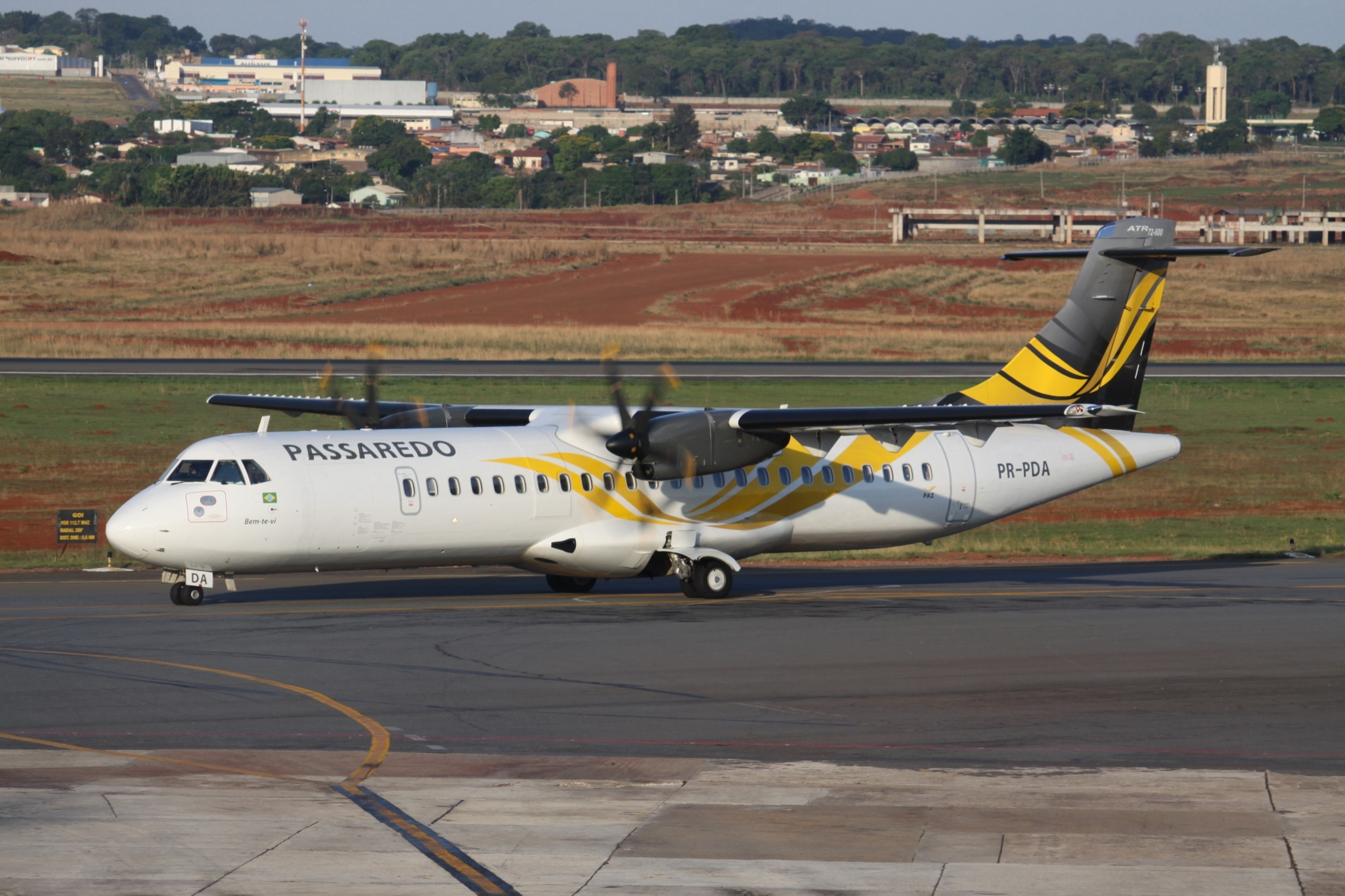
ATR-72-600 da Passaredo

O ATR-72 no Brasil é utilizado pela Passaredo Linhas Aéreas, Azul Linhas Aéreas (com algumas unidades herdadas da TRIP Linhas Aéreas) e pela MAP Linhas Aéreas.
| Companhia               | Quantidade |
| ----------------------- | ---------- |
| Azul Linhas Aéreas      | 33         |
| Passaredo Linhas Aéreas | 5          |
| MAP Linhas Aéreas       | 6          |
| TOTAL                   | 46         |

## Acidentes e incidentes
- Em 31 de outubro de 1994, o voo 4184 da American Eagle era um serviço doméstico regular de passageiros de Indianápolis, Indiana até Chicago, Illinois. O ATR-72 que operava a rota voou em condições severas de gelo, perdendo o controle e batendo em um num campo perto de Roselawn. As 68 pessoas a bordo morreram no impacto devido a grande velocidade.
- Em 4 de novembro de 2010, o voo Aero Caribbean 883, um ATR 72-212, caiu perto da aldeia de Guasimal, na província de Sancti Spíritus, a 340 km ao sudeste de Havana, matando 68 passageiros. A ATR, informou que este voo prosseguiu normalmente até que ocorressem condições meteorológicas extremas na rota, em consequência dos quais a aeronave entrou em severa condição de congelamento (alta concentração de gelo) a uma altitude de 20 mil pés, a velocidade do ar reduziu e a aeronave estolou, que juntamente com os erros da tripulação em lidar com esta situação causaram o acidente.
- Em 23 de julho de 2014, o voo TransAsia Airways 222, um ATR 72-500, caiu ao pousar no Aeroporto de Magong no condado de Penghu, em Taiwan, matando 48 pessoas a bordo e deixando 10 sobreviventes.[12]
- Em 4 de fevereiro de 2015, o voo TransAsia Airways 235 caiu no Rio Keelung logo após decolar do Aeroporto de Taipei Songshan. O voo, operado por um ATR 72-600 de dez meses, carregava 53 passageiros e cinco tripulantes. Das 58 pessoas a bordo, apenas 15 sobreviveram. A causa do acidente foi um erro de diagnóstico de falha do motor por parte dos pilotos; desligando o motor 1 que ainda estava funcionando, com o motor 2 com falhas. O avião desceu, rolou 90° para a esquerda como o piloto tentou evitar os prédios residenciais antes da ponta da asa esquerda bater em um táxi que estava viajando no Viaduto Huandong, e a seção externa da asa foi arrancada quando bateu na mureta de concreto do viaduto. O avião continuou a rolar até cair no rio invertido e partir em dois.
- Em 18 de fevereiro de 2018, o voo 3704 da Iran Aseman Airlines caiu no Monte Dena, matando todos os 66 passageiros e tripulantes. A aeronave envolvida no acidente, um ATR 72-212, foi fabricada em 1993.
- Em 15 de janeiro de 2023, o voo Yeti Airlines 691 caiu na região oeste de Pokhara, Nepal, deixando pelo menos 68 mortos.[13] O voo havia decolado de Katmandu, capital do país e levava 72 passageiros. A aeronave era operada pela Yeti Airlines, empresa banida do espaço aéreo da União Europeia, assim como todas companhias aéreas do Nepal. De acordo o site de rastreamento FlightRadar24, a aeronave tinha 15 anos e contava com um transponder equipado, porém com dados antigos e não confiáveis.
- Em 09 de agosto de 2024, o voo Voepass 2283, um ATR 72-500, caiu na cidade de Vinhedo, no bairro Capela, matando 62 pessoas.[14] O voo havia decolado de Cascavel com destino a Guarulhos e caiu às 13h22. O acidente do voo 2283 é o primeiro com vítimas fatais na aviação comercial desde o trágico acidente do voo TAM 3054 em 2007.[14]

## Ficha técnica

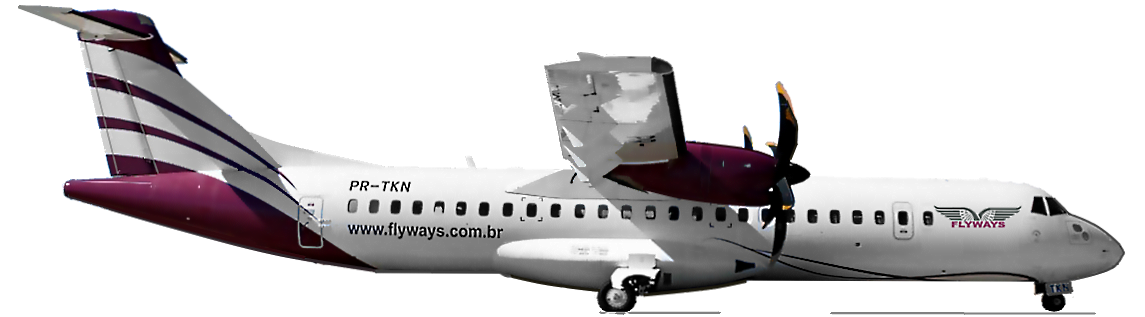
ATR-72-500 da FlyWays.

- Configuração: 68 assentos (média densidade) e 72 (alta densidade);
- Tripulação: 2 pilotos (comandante e co-piloto) e 2 comissárias(os);
- Pista de pouso: Aprox. 1.650 metros (lotado / dias quentes / tanques cheios);
- Velocidade de cruzeiro: Aprox. 450 km / h (ATR-72-200);
- Velocidade de cruzeiro: Aprox. 500 km / h (ATR-72-500);
- Motorização / ATR-72-600 (potência) : 2 x Pratt & Whitney PW-127 (Aprox. 2.470 shp / cada);
- Peso máximo de decolagem (ATR-72-600): Aprox. 23.000 kg;
- Consumo médio (QAV): Aprox. 700 kg / hora (875 litros) ;
- Consumo médio (QAV): Aprox. 0,05 litro / passageiro / km voado;
- Hélices (ATR-72-500): Hexipás Hamilton;
- Teto de serviço: Aprox. 7.600 metros (25.000 pés);
- Alcance: Aprox. 1.500 quilômetros (lotado / 75% potência / com reservas);
- Preço: Aprox. US$ 25 milhões (novo);